# ارین کلی
ارین کلی (انگلیسی: Erin Kelly؛ زادهٔ ۲۱ اوت ۱۹۸۱) یک هنرپیشه اهل ایالات متحده آمریکا است. وی از سال ۲۰۰۲ میلادی تاکنون مشغول فعالیت بوده‌است.
از کارهای معروف او می‌توان به بازی در فیلم آنابل دوست داشتنی اشاره کرد. 